# Wu Penggen
Wu Penggen (Nantong, 7 de maio de 1982) é um jogador de vôlei de praia chines que disputou duas edições dos Jogos Olímpicos de Verão, nos anos de 2008 e 2012.

## Carreira
A primeira participação em edições dos Jogos Olímpicos foi ao lado de Xu Linyin, e foi na edição dos Jogos Olímpicos de Verão de 2008 em Pequim, ocasião que finalizaram na nona posição.
Em 2012 disputou os Jogos Olímpicos de Verão em Londres novamente formando dupla com Xu Linyin quando finalizou na décima nona colocação.